# Blond-Blond
Albert Rouimi, dit Blond-Blond du fait de son albinisme né le 3 novembre 1919 à Oran (Algérie française) et mort le 15 août 1999 à Marseille, est un chanteur juif d'Algérie du répertoire « francarabe », mélange de musiques orientales et occidentales en vogue avant-guerre.

## Biographie

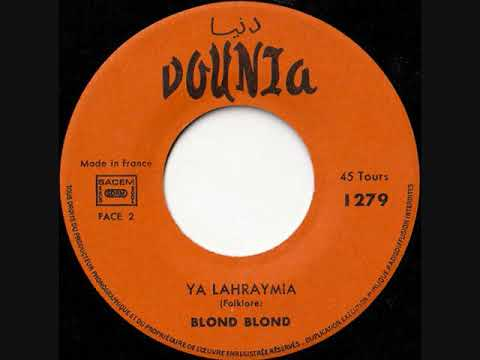
Album : Ya Lahraymia - Wahran El Behya.

Enfant, Blond-Blond écoute des chanteurs comme Larbi Bensari de Tlemcen et va faire ses premières vocalises auprès de Messaoud El Medioni dit « Saoud l’Oranais », maître de Reinette l'Oranaise.
En 1937, il débarque à Paris et y interprète entre autres dans des radio-crochets, du Juanito Valderrama, du Trenet et du Chevalier.
En 1939, il retourne à Oran, puis durant toute la guerre fait de multiples interprétations à travers l’Algérie, dans son style très particulier et nouveau, qui est léger et mouvementé, d’où son surnom de « l’ambianceur ». Il fait la connaissance de Lili Labassi qui l’influence de son répertoire chaabi et dont il interprète plusieurs chansons.
Blond-Blond maîtrise le répertoire classique arabo-andalou mais préfère un répertoire plus contemporain influencé bien des fois par le tango et le flamenco, accompagné de paroles fantaisistes.
En 1946, il retourne à Paris. Il partage sa carrière entre soirées privées faites de mariages et  de circoncisions et des cabarets à la mode dont « Au Soleil d’Algérie », « El Djezaïr », « Les nuits du Liban », « Le Nomade ». Il  accompagne également les artistes judéo-maghrébins Line Monty et Samy El Maghribi et sert  à l’occasion de tardji (joueur de tambourin) auprès d’autres artistes.
Il faisait partie de la communauté des Juifs d'Algérie ; c'est l’un des rares artistes judéo-maghrébins à chanter en 1962 à Asnières, pour l’indépendance de l’Algérie ; il retourne même en 1970 et en 1974 à Alger au « Koutoubia ».  
Blond-Blond meurt en 1999 à l’âge de 80 ans. Il est enterré au cimetière juif de Marseille.

## Discographie
Une partie de ses chansons est encore disponible dans le commerce; la majorité des autres est visible sur certains grands sites web d’hébergement de vidéos.